# 삼청교통
삼청교통(三淸交通)은 서울특별시 종로구 삼청동에 위치한 마을버스 회사이다.

## 연혁
- 1995년 3월 24일: 당시 104-2번을 운행하던 군포교통 삼청영업소를 분리 독립하여 설립하였다.

## 운행 노선
- ● 종로11번: 삼청공원 ↔ 교육과정평가원 ↔ 금융연수원 ↔ 삼청동 주민센터 ↔ 국립민속박물관 ↔ 세종문화회관/광화문역 ↔ 서울신문사 ↔ 덕수궁/시청역 ↔ 삼성프라자 ↔ 염천교 ↔ 서울역 (구 종로마을 104-2번)

## 보유 차종
- 현대자동차: 뉴 카운티
- KGM커머셜: 에디슨모터스 스마트 093, KGM C090
- 범한자동차: 범한자동차 E-STAR 8